# Хайтербах
Хайтербах (нем. Haiterbach) — город в Германии, в земле Баден-Вюртемберг. 
Подчинён административному округу Карлсруэ. Входит в состав района Кальв.  Население составляет 5700 человек (на 31 декабря 2010 года). Занимает площадь 28,92 км². Официальный код  —  08 2 35 032.
Город подразделяется на 4 городских района.